# 沙沃尔奈
沙沃尔奈（法語：Chavornay，法語發音：[ʃavɔʁnɛ]）是瑞士联邦西部法语区的沃州下设的一个镇。在行政上属于沃州北汝拉区管辖。沙沃尔奈的总面积为11.05平方公里。截至2010年底，总人口为3,598。
2017年，市镇科尔塞勒-叙沙沃尔奈与埃塞尔-皮泰并入沙沃尔奈。

## 地理
沙沃尔奈西南部有塔朗河穿过。